# Alatna, Alaska
Alatna, Alaska (енгл. Alatna) насељено је место без административног статуса у америчкој савезној држави Аљаска.

## Демографија
По попису из 2010. године број становника је 37, што је 2 (5,7%) становника више него 2000. године.
| Група             | 2000.    | 2010.    |
| Белци             | 1 (2,9%) | 1 (2,7%) |
| Афроамериканци    | 0 (0,0%) | 0 (0,0%) |
| Азијати           | 0 (0,0%) | 0 (0,0%) |
| Хиспаноамериканци | 0 (0,0%) | 0 (0,0%) |
| Укупно            | 35       | 37       |